# Luís Leal
Luís Leal dos Anjos (Arrentela, Portugal, 29 de mayo de 1987) es un futbolista profesional santotomense, que juega como delantero y su equipo es Bentín Tacna Heroica de la Liga 2 de Perú.
Es internacional absoluto con la selección de Santo Tomé y Príncipe, de la cual es su capitán y máximo goleador histórico.

## Trayectoria
Desde 2006 formó parte de varios equipos de Portugal hasta 2013.
En enero de 2016 pasa a integrar las filas de Cerro Porteño de Paraguay. En cedido al Al-Fateh SC de Arabia Saudita, en un préstamo por 310 mil euros. Forma parte del equipo paraguayo hasta junio de 2017.
En julio de 2017 integró el equipo del extinto del club Jaguares de Chiapas.
Entre 2017 y 2020 jugó en el club rosarino Newell's Old Boys de la Primera División.argentina.
En agosto de 2020 ficha por el equipo mexicano de Xolos de Tijuana. En enero de 2021 es contratado por Sol de América de la Primera División de Paraguay.
El 24 de diciembre de 2021 fue presentado como nuevo refuerzo del Guabirá, de Montero, Santa Cruz, Bolivia, para disputar la División Profesional de Bolivia.
En 2023 llega a la Argentina para jugar en Arsenal de Sarandí hasta comienzos de julio de 2023. En octubre de 2023 pasa a integrar las filas de un equipo de la cuarta categoría de Italia, el Rotonda Calcio.
En enero de 2024 es contratado por el Club Almagro de la segunda división del fútbol argentino.

## Selección nacional
Nacido en Portugal y con padres santotomenses, optó por representar al país africano. Debutó el 16 de junio de 2012, en un partido de la clasificación para la Copa Africana de Naciones de 2013 contra Sierra Leona y marcó su primer gol el 13 de junio de 2015 en la derrota 1–7 en Cabo Verde por las eliminatorias para la Copa Africana de Naciones de 2017.
En marzo de 2024 es nuevamente convocado por el seleccionado de Santo Tomé y Príncipe para una doble fecha internacional.

## Estadísticas
- Actualizado el 30 de octubre de 2020.

| Club                               | Temporada           | Liga | Liga | Copa nacional | Copa nacional | Copa internacional | Copa internacional | Total | Total |
| Club                               | Temporada           | PJ   | G    | PJ            | G             | PJ                 | G                  | PJ    | G     |
| ---------------------------------- | ------------------- | ---- | ---- | ------------- | ------------- | ------------------ | ------------------ | ----- | ----- |
| C. D. Cova da Piedade Portugal     | 2006-07             | -    | -    | -             | -             | -                  | -                  | -     | -     |
| C. D. Cova da Piedade Portugal     | 2007-08             | -    | -    | -             | -             | -                  | -                  | -     | -     |
| C. D. Cova da Piedade Portugal     | Total               | -    | -    | -             | -             | -                  | -                  | -     | -     |
| Atlético C. P. Portugal            | 2008-09             | 29   | 12   | -             | -             | -                  | -                  | 29    | 12    |
| Atlético C. P. Portugal            | Total               | 29   | 12   | -             | -             | -                  | -                  | 29    | 12    |
| Moreirense F. C. Portugal          | 2009-10             | 32   | 13   | -             | -             | -                  | -                  | 32    | 13    |
| Moreirense F. C. Portugal          | Total               | 32   | 13   | -             | -             | -                  | -                  | 32    | 13    |
| G. D. Estoril Praia Portugal       | 2010-11             | 23   | 8    | 6             | 0             | -                  | -                  | 29    | 8     |
| G. D. Estoril Praia Portugal       | Total               | 23   | 8    | 6             | 0             | -                  | -                  | 29    | 8     |
| U. D. Leiria Portugal              | 2011-12             | 16   | 2    | 3             | 0             | -                  | -                  | 19    | 2     |
| U. D. Leiria Portugal              | Total               | 16   | 2    | 3             | 0             | -                  | -                  | 19    | 2     |
| G. D. Estoril Praia Portugal       | 2012-13             | 41   | 15   | 7             | 1             | 9                  | 3                  | 57    | 19    |
| G. D. Estoril Praia Portugal       | Total               | 41   | 15   | 7             | 1             | 9                  | 3                  | 57    | 19    |
| Al-Ahli Saudi F. C. Arabia Saudita | 2013-14             | 9    | 7    | 3             | 1             | -                  | -                  | 12    | 8     |
| Al-Ahli Saudi F. C. Arabia Saudita | Total               | 9    | 7    | 3             | 1             | -                  | -                  | 12    | 8     |
| Al-Ittihad Kalba S. C. · EAU       | 2014                | 12   | 5    | -             | -             | -                  | -                  | 12    | 5     |
| Al-Ittihad Kalba S. C. · EAU       | Total               | 12   | 5    | -             | -             | -                  | -                  | 12    | 5     |
| Gaziantepspor Turquía              | 2015                | 11   | 0    | 1             | 1             | -                  | -                  | 12    | 1     |
| Gaziantepspor Turquía              | Total               | 11   | 0    | 1             | 1             | -                  | -                  | 12    | 1     |
| APOEL F. C. Chipre                 | 2015                | 1    | 2    | -             | -             | 6                  | 0                  | 7     | 2     |
| APOEL F. C. Chipre                 | Total               | 1    | 2    | -             | -             | 6                  | 0                  | 7     | 2     |
| C. F. Os Belenenses Portugal       | 2015                | 10   | 2    | 1             | 0             | 6                  | 1                  | 17    | 3     |
| C. F. Os Belenenses Portugal       | Total               | 10   | 2    | 1             | 0             | 6                  | 1                  | 17    | 3     |
| Club Cerro Porteño Paraguay        | 2016                | 17   | 12   | -             | -             | 8                  | 1                  | 25    | 13    |
| Club Cerro Porteño Paraguay        | Total               | 17   | 12   | -             | -             | 8                  | 1                  | 25    | 13    |
| Al-Fateh S. C. Arabia Saudita      | 2016                | 9    | 2    | 1             | 0             | -                  | -                  | 10    | 2     |
| Al-Fateh S. C. Arabia Saudita      | Total               | 9    | 2    | 1             | 0             | -                  | -                  | 10    | 2     |
| Chiapas F. C. · México             | 2017                | 10   | 3    | -             | -             | -                  | -                  | 10    | 3     |
| Chiapas F. C. · México             | Total               | 10   | 3    | -             | -             | -                  | -                  | 10    | 3     |
| C. A. Newell's Old Boys Argentina  | 2017-18             | 23   | 7    | 1             | 0             | 1                  | 2                  | 25    | 9     |
| C. A. Newell's Old Boys Argentina  | 2018-19             | 19   | 4    | 5             | 1             | 0                  | 0                  | 24    | 5     |
| C. A. Newell's Old Boys Argentina  | 2019-20             | 14   | 3    | 1             | 1             | -                  | -                  | 15    | 4     |
| C. A. Newell's Old Boys Argentina  | Total               | 56   | 14   | 7             | 2             | 1                  | 2                  | 64    | 18    |
| C. Tijuana · México                | 2020                | 8    | 0    | 1             | 0             | -                  | -                  | 9     | 0     |
| C. Tijuana · México                | Total               | 8    | 0    | 1             | 0             | -                  | -                  | 9     | 0     |
| Total en su carrera                | Total en su carrera | 285  | 99   | 30            | 5             | 30                 | 7                  | 345   | 112   |